# Cocullo
Cocullo ist eine italienische Gemeinde und ein Bergdorf mit 211 Einwohnern (Stand: 31. Dezember 2023) in einem Tal der Abruzzen in Italien, etwa 20 Kilometer von Sulmona entfernt.

## Prozession des heiligen Dominikus von Sora
Das wenige hundert Einwohner zählende Dorf bewahrt einen der ältesten und seltsamsten Bräuche Europas.
Am 1. Mai jeden Jahres seit 2012 (in der Vergangenheit fand es am ersten Donnerstag im Mai statt) besuchen tausende Menschen aus ganz Italien eine Festlichkeit zu Ehren des heiligen Dominikus von Sora, ein 951 geborener Benediktinermönch aus Umbrien. Der Eremit und Wandermönch galt schon zu Lebzeiten als wundertätig, wobei die Wunder fast alle mit der Abwehr von Bären, Wölfen und vor allem Schlangen zu tun haben. Früher waren die Pilger Menschen aus der umliegenden Region, in der bis in die 1950er Jahre noch Trachten getragen wurden.
Bei dem Fest zu Ehren des Heiligen Abtes St. Dominikus wird seine lebensgroße bärtige Statue im schwarzen Mantel, der einen Stab in der rechten Hand und ein Hufeisen in der linken Hand hält, aus der Barockkirche in einer Prozession durchs Dorf und wieder zurück getragen.
Die jungen Männer und Mädchen des Dorfes sammeln für diese Prozession in den umliegenden felsigen Bergen hunderte von Schlangen, mit der die Statue zu Beginn der Prozession über und über behängt wird. Eine Vielzahl von Schlangen werden auch von den serpari (Schlangenfängern) beim Gottesdienst und bei der Prozession um Hals und Arme getragen. Während des Gottesdienstes wird der Altar flankiert von zwei jungen Frauen des Dorfes, die auf dem Kopf je einen großen Korb mit großen reifenförmigen Broten balancieren, die mit roter und weißer Seide geschmückt und mit Nelken und Alpenveilchen bedeckt sind. Die Frauen begleiten auch die Prozession. Vor der Prozession werden ein hellrotes und ein grünes Banner getragen, an die Banknoten als Opfergaben geheftet wurden. Die Prozession beginnt dann mit einem Lied, das von einem Dorfmädchen im Dialekt der Abruzzen gesungen wird. Auf die Banner folgen die Priester, von denen einer ein zylindrisches Silberreliquiar mit einem Zahn des Heiligen trägt. Dann folgen die beiden Frauen mit den Brotkörben, dann eine Kapelle und zum Schluss die Träger der Statue des heiligen Dominikus. Die schlangenbehängte Statue wird von Jugendlichen mit Händen voller Schlangen begleitet. Die Mädchen des Dorfes standen früher ebenfalls mit Schlangen in den Händen auf den Dächern und grüßten so die Prozession. Während der Prozession läuten alle Glocken, es wird applaudiert und gejubelt. Die Schlangen werden bei der Rückkehr zur Kirche abgenommen.
Früher ließ man, wie der Reiseschriftsteller Patrick Leigh Fermor berichtet, die noch in Winterstarre unter Felsen gesammelten Tiere, in ein Stück Stoff beißen, wo sie ihr Gift ausspritzten und riss mit dem Stück Stoff die Giftzähne aus. Die Tiere wurden zur Aufbewahrung bis zum Fest in einen Ziegenbalg genäht oder man verstaute sie in Gefäßen. Nach der Prozession wurden sie verkauft.
Heute werden ungiftige Schlangen wie Äskulapnattern gesammelt und nach der Prozession wieder freigelassen.
Es wird angenommen, dass die Bewohner Cocullos diesen Brauch von ihren kriegerischen Vorfahren, dem Stamm der Marser übernommen haben, die nach den Berichten Schlangenverehrer, Schlangenbeschwörer und Zauberer waren.
Einige Forscher sehen Parallelen zu den Fruchtbarkeitsriten des Agathos Daimon.

## Weinbau
In der Umgebung der Gemeinde werden Reben der Sorte Montepulciano für den DOC-Wein Montepulciano d’Abruzzo angebaut.